# Киселёв, Геннадий Иванович
Генна́дий Ива́нович Киселёв (15 января 1924, Русские Шои, Сернурский кантон, Марийская автономная область, РСФСР, СССР — 26 октября 2007, Сернур, Марий Эл, Россия) — советский специалист лесного хозяйства. Директор Сернурского лесхоза Марийской АССР (1951—1976). Заслуженный лесовод РСФСР (1966). Почётный гражданин п. Сернур Марий Эл (1999). Участник Великой Отечественной войны.

## Биография
Родился 15 января 1924 года в с. Русские Шои ныне Куженерского района Марий Эл в семье зажиточных крестьян.
В 1942 году призван в РККА. Участник Великой Отечественной войны: в 1942 году окончил Арзамасское пулемётно-миномётное училище, красноармеец миномётной роты 128 гвардейского стрелкового полка 41 гвардейской стрелковой дивизии на Южном фронте. В июне 1943 года был комиссован после тяжёлого ранения в ногу. В 1944 году окончил Казанский авиационный техникум. Награждён орденом Отечественной войны I степени и медалями, в том числе медалью «За отвагу».
В 1945 году окончил курсы лесничих в г. Йошкар-Оле. С 1945 года — участковый лесничий в с. Басалаево Куженерского района, в том же году назначен директором Юшутского лесхоза, но в 1947 году оставил место после проблем со здоровьем, с 1948 года — лесничий Нурумбальского лесничества Абаснурского лесхоза Марийской АССР. В 1951 году окончил курсы повышения квалификации лесничих-практиков при Ленинградском управлении лесного хозяйства. В 1951—1976 годах — директор Сернурского лесхоза МАССР. Под его началом в п. Сернур созданы дендрологический парк, фруктовый сад, а также кедровая аллея. Проект парка был написан студентом Поволжского лесотехнического института имени М. Горького А. А. Глушковым. Парк закладывался в 1964—1969 годы (ныне — парк XX-летия Победы). 
В 1966 году ему присвоено почётное звание «Заслуженный лесовод РСФСР». Награждён орденом «Знак Почёта» и медалями. 
Скончался 26 октября 2007 года в п. Сернур Марий Эл.

## Звания и награды

### Трудовые
- Заслуженный лесовод РСФСР (1966)[2][3]
- Почётный гражданин п. Сернур Марий Эл (1999)[2][3]
- Орден «Знак Почёта» (1966)[2][3]
- Медаль «За доблестный труд. В ознаменование 100-летия со дня рождения Владимира Ильича Ленина» (1970)

### Боевые
- Орден Отечественной войны I степени (06.04.1985)[5]
- Медаль «За отвагу» (30.04.1975)[5][6]
- Медаль «За победу над Германией в Великой Отечественной войне 1941—1945 гг.»

## Память
- Согласно Постановлению Сернурской поселковой администрации от 2 марта 2015 года имя заслуженного лесовода РСФСР Г. И. Киселёва носит кедровая аллея Парка XX-летия Победы в п. Сернур Марий Эл[2][3][7][8].